# Djami
 (février 2023).
Djami (en persan : جامی), de son nom complet Mawlānā Abd al-Raḥmān ibn 'Aḥmad Nūr al-Dīn  Ǧāmī (en persan : مولانا عبد الرحمن بن أحمد نور الدين جامي), né le 18 août 1414 à Khargerd ou Djam, dans la banlieue de Hérat (Empire timouride) et mort le 19 novembre 1492 à Hérat, est un des poètes persans les plus réputés du  XVe siècle, et un des derniers poètes soufis de Perse. Il a travaillé pour le grand émir timouride Husayn Bayqara à Hérat.
Il a été appelé à la cour du sultan Aboû-Sâïd. Certains de ses poèmes mystiques inspirent des compositions du célèbre miniaturiste Behzad (1470-1506).

## Biographie
Il est né dans le hameau de Khargerd, dans le Khorasan, mais passe son enfance dans le village voisin de Djam (d'où il tirera son nom — Djâmi, c'est-à-dire « de Djâm, Djâmien ». Il vient d'une famille de dignitaires religieux. Sa famille émigre bientôt à Hérat (Afghanistan actuel), qui était alors une grande ville de culture. Il y étudie d'ailleurs le péripatéticisme, les mathématiques, la littérature arabe, les sciences naturelles, et la philosophie islamique à l'université Nizamiyyah. 
Après quoi, il part pour Samarcande, le plus grand centre d'études scientifiques du monde islamique à l'époque, où il termine ses études. Il devient un soufi de premier plan, au sein de la confrérie de la naqshbandiiyya, qui avait été introduite à Hérat,.
Il passera l'essentiel de sa vie à Hérat, quittant la ville pour un pèlerinage au sanctuaire de Mashhad et un autre pèlerinage (hajj) à La Mecque et à Médine. Il meurt à Hérat, en 1492, honoré par les souverains de l'époque.

## Enseignement
En tant que cheykh soufi, Jâmi met au point plusieurs voies d'enseignement du soufisme. De son point de vue, l'amour est la pierre angulaire fondamentale pour bien commencer une journée tournée vers la spiritualité. À l'un de ses élèves qui clamait qu'il n'avait jamais aimé, il dit : « Va d'abord trouver l'amour, ensuite reviens près de moi, je te montrerai le chemin ».

## Œuvres
Djami a écrit près de quatre-vingt-sept livres et lettres, dont certains ont été traduits en anglais, en allemand, en russe ou en français. Son œuvre comprend de la prose et de la poésie, et elle touche des sujets profanes et religieux. On lui doit également quelques traités historiques.
Sa poésie est inspirée par les ghazals d'Hafez et son Haft awrang (Sept trônes en persan, désigne la Grande Ourse). De son propre aveu, Djami a aussi été influencé par les travaux de Nizami. En effet, « Djami était à la fois un poète, écrivain, essayiste mystique et biographe. Trois poètes persans ont eu une influence incontestable sur lui : Nizami par sa Khamsè, Saadi par son Golistan, et Hafez par son Divan. Les trois divans et les cinq masnavis de Djami sont à l'imitation de la Khamsè de Nizami, le Baharistan à l'imitation du Golestan de Saadi. Pourtant, Djami ne manque absolument pas d'originalité. Sa maîtrise de la littérature persane montre la richesse de son style fin et recherché. Ainsi, Djami est considéré comme le dernier grand poète de l'époque classique de la littérature persane ».    
Les plus remarquables de ses nombreux ouvrages sont  : 
- La Chaîne d'or :
- Selman et Absal (c'est-à-dire Salomon et Absalon), traduit par James Madden, 1850 ;
- Le Rosaire des justes ;
- Yousouph et Soleika (c'est-à-dire Joseph fils de Jacob et la femme de Potiphar), traduit par Auguste Bricteux, 1927 ;
- Medjnoun et Leïla, poème traduit par Antoine-Léonard Chézy, Paris, 1807
- Le Béharistan (« Séjour du printemps »), poème moral, mêlé de prose et de vers, traduit du persan par Henri Massé, 1925. Edition P. Geuthner.
- Fables, traduites par Louis Langlès, 1788.

Au XVIe siècle, la poésie de Djami, extrêmement populaire dans le monde iranien, permet d'enrichir l'art de la peinture de nouveaux thèmes. Cela marque l'apparition du développement de nombreuses écoles artistiques, surtout en Iran.

#### Traductions
- Henri Massé, Anthologie persane XIe – XIXe siècles, Paris, Payot, 1997 (1re éd. 1950), 399 p. (ISBN 978-2-228-89128-8), p. 174-184; 281-283; 308-310
- Le Béharistan, trad. du persan par Henri Massé, Éd. P. Geuthner, 1925
- Oïna et Riyâ , poème traduit par Antoine-Léonard de Chézy, 1822, in Journal asiatique. Rééd. in Jean-Baptiste Grangeret de la Grange, La Danse de l'âme,  Toulouse, InTexte, coll. « D'Orient et d'Occident », 2006,  (ISBN 2-9514986-7-5) Recueil d'odes mystiques et de quatrains des soufis, où l'on trouve aussi une notice sur Djâmi et son Béhâristân.
- Vie des Soufis ou les haleines de la familiarité, Paris, Imprimerie royale, 1831, traduit par le baron Silvestre de Sacy, in Notices et extraits des manuscrits de la Bibliothèque du roi, Tome douzième, 1831

- Youssouf et Zouleikha, traduit pour la première fois du persan en français par Auguste Bricteux, Paris, Librairie orientaliste Paul Geuthner, 1927.
- Salaman et Absal, traduit pour la première fois du persan en français, avec une introduction et des notes par Auguste Bricteux, Paris, Charles Carrington, 1911, 218 p. [lire en ligne (page consultée le 10 février 2023)]

#### Études
- (en) Claude Huart et Henri Massé, « D̲j̲āmī » , sur referenceworks.brillonline.com, Encyclopaedia of Islam, Second Edition, Brill, 2012 (consulté le 10 février 2023)
- (en) Thibaut d'Hubert and Alexandre Papas (Eds.), Jāmī in Regional Contexts: The Reception of ʿAbd Al-Raḥmān Jāmī’s Works in the Islamicate World, Leide, Brill, 2019, 866 p. (ISBN 978-9-004-38560-3)
- (en) Chad G. Lingwood (Ed.), Politics, Poetry, and Sufism in Medieval Iran. New Perspectives on Jāmī’s Salāmān va Absāl, Leide - Boston, Brill, 2014, 230 p. (ISBN 978-9-004-25404-6)
- (en) Auteurs multiples, « Djâmi », sur iranicaonline.org, 2012 (consulté le 10 février 2023)
- Patrick Ringgenberg, « La beauté et l'amour chez Djâmi », in revue Aurora, automne-hiver 2006.
- Annemarie Schimmel, Le soufisme ou les dimensions mystiques de l'islam, Paris, Cerf, 2022 (1re éd. 1975), 630 p. (ISBN 978-2-204-14864-1), p. 70-75 et passim